# EuroLiga
EuroLiga (ang. EuroLeague) – międzynarodowe, klubowe rozgrywki koszykarskie, przeznaczone dla najlepszych oraz najbogatszych męskich drużyn Europy i zachodniej Azji (tj. zajmujących najwyższe miejsca w czołowych ligach krajowych), organizowane i zarządzane przez Euroleague Basketball Company, a wcześniej przez FIBA Europa.

## Historia
Na fali sukcesu idei europejskich pucharów – stworzonej przez dziennikarzy francuskiego dziennika L'Équipe – dla klubów piłkarskich, wiosną 1957 r. grupa działaczy FIBA z Sekretarzem Generalnym Williamem Jonesem na czele, postanowiła przeszczepić koncepcję klubowej rywalizacji na starym kontynencie również dla męskich zespołów koszykarskich. W celu zorganizowania i sprawnego przeprowadzenia rozgrywek powołano specjalną Komisję, której przewodniczącym został sam W. Jones, mając do pomocy Roberta Busnela, Miloslava Kriza, Raimundo Saportę, Nikołaja Semaszkę i Borislava Stankovicia. Wzorem piłkarskim rywalizacji nadano oficjalną nazwę Pucharu Europy Mistrzów Krajowych (PEMK) i pod takim mianem toczyła się ona do lat 90. Do premierowego sezonu 1957/58 przystąpiło 24 mistrzów krajowych, a wśród nich Legia Warszawa. W inauguracyjnym spotkaniu – rozegranym 22 lutego 1958 w Brukseli – belgijski Royal IV SC Anderlechtois pokonał luksemburską BBC Etzella Ettelbruck 82:43, a po pucharowych bojach do finałowego dwumeczu (6 lipca 1958 i 17 lipca 1958) zakwalifikowały się: radziecka ASK Ryga oraz bułgarski Akademik Sofia. Lepsi okazali się ryżanie dwukrotnie pokonując rywala (86:81 i 84:71). Ta sama drużyna tryumfowała w dwóch kolejnych edycjach, a na pierwszy sukces ekipy spoza ZSRR (kraje „Europy socjalistycznej” zdominowały pierwsze lata rywalizacji PEMK) przyszło czekać do sezonu 1963/64, gdy po puchar sięgnął Real Madryt, który następnie – nieprzerwanie po połowy lat 80. – należał do ścisłej czołówki Pucharu Europy. Zresztą generalnie od tego momentu do głosu zaczęły dochodzić kluby z zachodniej i południowej części kontynentu (głównie włoskie). Przełom lat 80. i 90. to czas tryumfów zespołów z byłej Jugosławii, czyli słynnej „szkoły bałkańskiej”, później zaś sukcesy zaczęły święcić ekipy greckie. Nieprzerwanie od sezonu 1987/88 końcowa faza pucharu przeprowadzana jest w formie turnieju Final Four, podczas którego wyłaniana jest najlepsza drużyna (wcześniej turniej Finałowej Czwórki PEMK odbył się tylko dwa razy – w 1966 r. i 1967 r.).
Szyld Euroliga – w odniesieniu do rywalizacji najlepszych męskich klubów koszykarskich w Europie – po raz pierwszy pojawił się w 1995 r., gdy to od sezonu 1995/96 zmieniono nazwę rozgrywek na FIBA EuroLeague. Ich organizatorem nadal pozostawała FIBA, pełniąc jednocześnie rolę patrona tytularnego. Jednak już wówczas coraz większą siłę oddziaływania zaczęła przejawiać – założona 25 czerwca 1991 w Rzymie – Unia Europejskich Lig Koszykarskich (ULEB), reprezentująca zrzeszane przez siebie klubu z czołowych lig krajowych (głównie włoskiej, hiszpańskiej, francuskiej i greckiej). Kwestią czasu pozostawało przejęcie przez nią praw do zarządzania Euroligą na co nie chciała zgodzić się FIBA. Przełomowym okazał się być 2000 r., gdy w europejskiej koszykówce doszło do rozłamu. Żadna z organizacji nie zamierzała ustąpić, dlatego w edycji 2000/01 rywalizacja najlepszych klubów „starego kontynentu” toczyła się w dwóch niezależnych od siebie rozgrywkach: nowej Eurolidze (stworzonej przez ULEB) i Suprolidze (założonej przez FIBA). Po roku doszło do porozumienia, FIBA zlikwidowała Suproligę, która funkcjonowała zaledwie przez jeden sezon, a ULEB-owska Euroliga stała się zaczątkiem nowoczesnej Euroligi.

## Edycje
| Sezon     |                                                    | Finał                                              | Finał                                              | Finał                                              |                                                    | 3. i 4. miejsce                                    | 3. i 4. miejsce |
| Sezon     | Triumfator                                         | Wynik                                              | Finalista                                          |                                                    |                                                    |                                                    |                 |
| 1958      | ASK Ryga                                           | 170–152 (86–81 / 71–84)                            | Academic                                           | Honvéd i Real Madryt                               | Honvéd i Real Madryt                               |                                                    |                 |
| 1958–59   | ASK Ryga                                           | 148–125 (79–58 / 67–69)                            | Academic                                           | Lech Poznań i OKK Beograd                          | Lech Poznań i OKK Beograd                          |                                                    |                 |
| 1959–60   | ASK Ryga                                           | 130–113 (51–61 / 69–62)                            | Dinamo Tbilisi                                     | Polonia Warszawa i Slovan Orbis Praga              | Polonia Warszawa i Slovan Orbis Praga              |                                                    |                 |
| 1960–61   | CSKA Moskwa                                        | 148–128 (87–62 / 66–61)                            | ASK Ryga                                           | Real Madryt i Steaua București                     | Real Madryt i Steaua București                     |                                                    |                 |
| 1961–62   | Dinamo Tbilisi                                     | 90–83                                              | Real Madryt                                        | AŠK Olimpija i CSKA Moskwa                         | AŠK Olimpija i CSKA Moskwa                         |                                                    |                 |
| 1962–63   | CSKA Moskwa                                        | 259–240 (86–69 / 91–74 / 99–80)                    | Real Madryt                                        | Dinamo Tbilisi i Spartak ZJŠ Brno                  | Dinamo Tbilisi i Spartak ZJŠ Brno                  |                                                    |                 |
| 1963–64   | Real Madryt                                        | 183–174 (110–99 / 84–64)                           | Spartak ZJŠ Brno                                   | OKK Beograd i Simmenthal Mediolan                  | OKK Beograd i Simmenthal Mediolan                  |                                                    |                 |
| 1964–65   | Real Madryt                                        | 157–150 (88–81 / 76–62)                            | CSKA Moskwa                                        | Ignis Varese i OKK Beograd                         | Ignis Varese i OKK Beograd                         |                                                    |                 |
| 1965–66   | Simmenthal Mediolan                                | 77–72                                              | Slavia VŠ Praga                                    | CSKA Moskwa                                        | AEK                                                |                                                    |                 |
| 1966–67   | Real Madryt                                        | 91–83                                              | Simmenthal Medilan                                 | AŠK Olimpija                                       | Slavia VŠ Praga                                    |                                                    |                 |
| 1967–68   | Real Madryt                                        | 98–95                                              | Spartak ZJŠ Brno                                   | Simmenthal Mediolan i Zadar                        | Simmenthal Mediolan i Zadar                        |                                                    |                 |
| 1968–69   | CSKA Moskwa                                        | 103–99 (2 dogr.)                                   | Real Madryt                                        | Spartak ZJŠ Brno i Standard Liège                  | Spartak ZJŠ Brno i Standard Liège                  |                                                    |                 |
| 1969–70   | Ignis Varese                                       | 79–74                                              | CSKA Moskwa                                        | Real Madryt i Slavia VŠ Praga                      | Real Madryt i Slavia VŠ Praga                      |                                                    |                 |
| 1970–71   | CSKA Moskwa                                        | 67–53                                              | Ignis Varese                                       | Real Madryt i Slavia VŠ Praga                      | Real Madryt i Slavia VŠ Praga                      |                                                    |                 |
| 1971–72   | Ignis Varese                                       | 70–69                                              | Jugoplastika                                       | Real Madryt i Panathinaikos                        | Real Madryt i Panathinaikos                        |                                                    |                 |
| 1972–73   | Ignis Varese                                       | 71–66                                              | CSKA Moskwa                                        | Crvena zvezda i Simmenthal Medilan                 | Crvena zvezda i Simmenthal Medilan                 |                                                    |                 |
| 1973–74   | Real Madryt                                        | 84–82                                              | Ignis Varese                                       | Berck i Radnički Belgrad                           | Berck i Radnički Belgrad                           |                                                    |                 |
| 1974–75   | Ignis Varese                                       | 79–66                                              | Real Madryt                                        | Berck i Zadar                                      | Berck i Zadar                                      |                                                    |                 |
| 1975–76   | Mobilgirgi Varese                                  | 81–74                                              | Real Madryt                                        | ASVEL i Forst Cantù                                | ASVEL i Forst Cantù                                |                                                    |                 |
| 1976–77   | Maccabi Tel Awiw                                   | 78–77                                              | Mobilgirgi Varese                                  | CSKA Moskwa                                        | Real Madryt                                        |                                                    |                 |
| 1977–78   | Real Madryt                                        | 75–67                                              | Mobilgirgi Varese                                  | ASVEL                                              | Maccabi Tel Awiw                                   |                                                    |                 |
| 1978–79   | Bosna                                              | 75–67                                              | Emerson Varese                                     | Maccabi Elite Tel Awiw                             | Real Madryt                                        |                                                    |                 |
| 1979–80   | Real Madryt                                        | 89–85                                              | Maccabi Elite Tel Awiw                             | Bosna                                              | Sinudyne Bolonia                                   |                                                    |                 |
| 1980–81   | Maccabi Elite Tel Awiw                             | 80–79                                              | Sinudyne Bolonia                                   | Nashua EBBC                                        | Bosna                                              |                                                    |                 |
| 1981–82   | Squibb Cantù                                       | 86–80                                              | Maccabi Elite Tel Awiw                             | Partizan                                           | FC Barcelona                                       |                                                    |                 |
| 1982–83   | Ford Cantù                                         | 69–68                                              | Billy Medilan                                      | Real Madryt                                        | CSKA Moskwa                                        |                                                    |                 |
| 1983–84   | Virtus Rzym                                        | 79–73                                              | FC Barcelona                                       | Jollycolombani Cantù                               | Bosna                                              |                                                    |                 |
| 1984–85   | Cibona                                             | 87–78                                              | Real Madryt                                        | Maccabi Elite Tel Awiw                             | CSKA Moskwa                                        |                                                    |                 |
| 1985–86   | Cibona                                             | 94–82                                              | Žalgiris                                           | Simac Mediolan                                     | Real Madryt                                        |                                                    |                 |
| 1986–87   | Tracer Mediolan                                    | 71–69                                              | Maccabi Elite Tel Awiw                             | Orthez                                             | Zadar                                              |                                                    |                 |
| 1987–88   | Tracer Medilan                                     | 90–84                                              | Maccabi Elite Tel Awiw                             | Partizan                                           | Aris                                               |                                                    |                 |
| 1988–89   | Jugoplastika                                       | 75–69                                              | Maccabi Elite Tel Awiw                             | Aris                                               | FC Barcelona                                       |                                                    |                 |
| 1989–90   | Jugoplastika                                       | 72–67                                              | FC Barcelona                                       | CSP Limoges                                        | Aris                                               |                                                    |                 |
| 1990–91   | Pop 84                                             | 70–65                                              | FC Barcelona                                       | Maccabi Elite Tel Awiw                             | Scavolini Pesaro                                   |                                                    |                 |
| 1991–92   | Partizan                                           | 71–70                                              | Montigalà Joventut                                 | Philips Medilan                                    | Estudiantes Caja Postal                            |                                                    |                 |
| 1992–93   | CSP Limoges                                        | 59–55                                              | Benetton Treviso                                   | PAOK                                               | Real Madryt                                        |                                                    |                 |
| 1993–94   | 7up Joventut                                       | 59–57                                              | Olympiakos                                         | Panathinaikos                                      | FC Barcelona Banca Catalana                        |                                                    |                 |
| 1994–95   | Real Teka Madryt                                   | 73–61                                              | Olympiakos                                         | Panathinaikos                                      | CSP Limoges                                        |                                                    |                 |
| 1995–96   | Panathinaikos                                      | 67–66                                              | FC Barcelona Banca Catalana                        | CSKA Moskwa                                        | Real Madrid Teka                                   |                                                    |                 |
| 1996–97   | Olympiakos                                         | 73–58                                              | FC Barcelona Banca Catalana                        | Smelt Olimpija                                     | ASVEL                                              |                                                    |                 |
| 1997–98   | Kinder Bolonia                                     | 58–44                                              | AEK                                                | Benetton Treviso                                   | Partizan                                           |                                                    |                 |
| 1998–99   | Žalgiris                                           | 82–74                                              | Kinder Bolonia                                     | Olympiakos                                         | Teamsystem Bolonia                                 |                                                    |                 |
| 1999–00   | Panathinaikos                                      | 73–67                                              | Maccabi Elite Tel Awiw                             | Efes Pilsen                                        | FC Barcelona                                       |                                                    |                 |
| 2000–01 † | Maccabi Elite Tel Awiw                             | 81–67                                              | Panathinaikos                                      | Efes Pilsen                                        | CSKA Moskwa                                        |                                                    |                 |
| 2000–01   | Kinder Bolonia                                     | 3–2 play-off                                       | Tau Cerámica                                       | AEK i Paf Wennington Bolonia                       | AEK i Paf Wennington Bolonia                       |                                                    |                 |
| 2001–02   | Panathinaikos                                      | 89–83                                              | Kinder Bolonia                                     | Benetton Treviso i Maccabi Elite Tel Awiw          | Benetton Treviso i Maccabi Elite Tel Awiw          |                                                    |                 |
| 2002–03   | FC Barcelona                                       | 76–65                                              | Benetton Treviso                                   | Montepaschi Siena                                  | CSKA Moskwa                                        |                                                    |                 |
| 2003–04   | Maccabi Elite Tel Awiw                             | 118–74                                             | Skipper Bolonia                                    | CSKA Moskwa                                        | Montepaschi Siena                                  |                                                    |                 |
| 2004–05   | Maccabi Elite Tel Awiw                             | 90–78                                              | Tau Cerámica                                       | Panathinaikos                                      | CSKA Moskwa                                        |                                                    |                 |
| 2005–06   | CSKA Moskwa                                        | 73–69                                              | Maccabi Elite Tel Awiw                             | Tau Cerámica                                       | Winterthur FC Barcelona                            |                                                    |                 |
| 2006–07   | Panathinaikos                                      | 93–91                                              | CSKA Moskwa                                        | Unicaja                                            | Tau Cerámica                                       |                                                    |                 |
| 2007–08   | CSKA Moskwa                                        | 91–77                                              | Maccabi Elite Tel Awiw                             | Montepaschi Siena                                  | Tau Cerámica                                       |                                                    |                 |
| 2008–09   | Panathinaikos                                      | 73–71                                              | CSKA Moskwa                                        | Regal FC Barcelona                                 | Olympiakos                                         |                                                    |                 |
| 2009–10   | Regal FC Barcelona                                 | 86–68                                              | Olympiakos                                         | CSKA Moskwa                                        | Partizan                                           |                                                    |                 |
| 2010–11   | Panathinaikos                                      | 78–70                                              | Maccabi Electra Tel Awiw                           | Montepaschi Siena                                  | Real Madryt                                        |                                                    |                 |
| 2011–12   | Olympiakos                                         | 62–61                                              | CSKA Moskwa                                        | Regal FC Barcelona                                 | Panathinaikos                                      |                                                    |                 |
| 2012–13   | Olympiakos                                         | 100–88                                             | Real Madryt                                        | CSKA Moskwa                                        | FC Barcelona                                       |                                                    |                 |
| 2013–14   | Maccabi Electra Tel Awiw                           | 98–86 (dogr.)                                      | Real Madryt                                        | FC Barcelona                                       | CSKA Moskwa                                        |                                                    |                 |
| 2014–15   | Real Madryt                                        | 78–59                                              | Olympiakos                                         | CSKA Moskwa                                        | Fenerbahçe Ülker                                   |                                                    |                 |
| 2015–16   | CSKA Moskwa                                        | 101–96 (dogr.)                                     | Fenerbahçe                                         | Lokomotiw Kubań                                    | Laboral Kutxa                                      |                                                    |                 |
| 2016/17   |                                                    | Fenerbahçe                                         | 80:64                                              | Olympiakos                                         |                                                    | CSKA Moskwa                                        | Real Madryt     |
| 2017/18   |                                                    | Real Madryt                                        | 85:80                                              | Fenerbahçe                                         |                                                    | Žalgiris                                           | CSKA Moskwa     |
| 2018/19   |                                                    | CSKA Moskwa                                        | 91:83                                              | Anadolu Efes                                       |                                                    | Real Madryt                                        | Fenerbahçe Beko |
| 2019/20   | Rozgrywki niedokończone z powodu pandemii COVID-19 | Rozgrywki niedokończone z powodu pandemii COVID-19 | Rozgrywki niedokończone z powodu pandemii COVID-19 | Rozgrywki niedokończone z powodu pandemii COVID-19 | Rozgrywki niedokończone z powodu pandemii COVID-19 | Rozgrywki niedokończone z powodu pandemii COVID-19 |                 |
| 2020/21   |                                                    | Anadolu Efes                                       | 86:81                                              | FC Barcelona                                       |                                                    | AX Armani Exchange Mediolan                        | CSKA Moskwa     |
| 2021/22   |                                                    | Anadolu Efes                                       | 58:57                                              | Real Madryt                                        |                                                    | FC Barcelona                                       | Olympiakos      |
| 2022/23   |                                                    | Real Madryt                                        | 79:78                                              | Olympiakos                                         |                                                    | AS Monaco                                          | FC Barcelona    |
| 2023/24   |                                                    | Panathinaikos                                      | 95:80                                              | Real Madryt                                        |                                                    | Olympiakos                                         | Fenerbahçe Beko |
| 2024/25   |                                                    | Fenerbahçe Beko                                    | 81:70                                              | AS Monaco                                          |                                                    | Olympiakos                                         | Panathinaikos   |

† 2001 był rokiem, w którym rozegrano dwa europejskie mistrzostwa klubowe – Suproliga zorganizowana przez FIBA Europa i Euroliga przez ULEB).
+ W 2020 r. zrezygnowano z rozgrywania Final Four Euroligi z powodu pandemii COVID-19.

(OT) – dogrywka

## Sukcesy klubów
| Nazwa klubu          | Liczba triumfów | Liczba przegranych finałów | Lata triumfów                                                    | Lata przegranych finałów                                   |
| -------------------- | --------------- | -------------------------- | ---------------------------------------------------------------- | ---------------------------------------------------------- |
| Real Madryt          | 11              | 10                         | 1964, 1965, 1967, 1968, 1974, 1978, 1980, 1995, 2015, 2018, 2023 | 1962, 1963, 1969, 1975, 1976, 1985, 2013, 2014, 2022, 2024 |
| CSKA Moskwa          | 8               | 6                          | 1961, 1963, 1969, 1971, 2006, 2008, 2016, 2019                   | 1965, 1970, 1973, 2007, 2009, 2012                         |
| Panathinaikos Ateny  | 7               | 1                          | 1996, 2000, 2002, 2007, 2009, 2011, 2024                         | 2001                                                       |
| Maccabi Tel Awiw     | 6               | 9                          | 1977, 1981, 2001, 2004, 2005, 2014                               | 1980, 1982, 1987, 1988, 1989, 2000, 2006, 2008, 2011       |
| Pallacanestro Varese | 5               | 5                          | 1970, 1972, 1973, 1975, 1976                                     | 1971, 1974, 1977, 1978, 1979                               |
| Olympiakos Pireus    | 3               | 6                          | 1997, 2012, 2013                                                 | 1994, 1995, 2010, 2015, 2017, 2023                         |
| Olimpia Milano       | 3               | 2                          | 1966, 1987, 1988                                                 | 1967, 1983                                                 |
| ASK Ryga             | 3               | 1                          | 1958, 1959, 1960                                                 | 1961                                                       |
| Jugoplastika Split   | 3               | 1                          | 1989, 1990, 1991                                                 | - -                                                        |
| Anadolu Efes         | 2               | 1                          | 2021, 2022                                                       | 2019                                                       |
| FC Barcelona         | 2               | 6                          | 2003, 2010                                                       | 1984, 1990, 1991, 1996, 1997, 2021                         |
| Virtus Bolonia       | 2               | 3                          | 1998, 2001                                                       | 1981, 1999, 2002                                           |
| Fenerbahçe Ülker     | 2               | 2                          | 2017, 2025                                                       | 2016, 2018                                                 |
| Pallacanestro Cantù  | 2               | -                          | 1982, 1983                                                       |                                                            |
| Cibona Zagrzeb       | 2               | -                          | 1985, 1986                                                       | -                                                          |
| Anadolu Efes Stambuł | 1               | 2                          | 2020, 2021                                                       | 2019                                                       |
| Dinamo Tbilisi       | 1               | 1                          | 1962                                                             | 1960                                                       |
| Joventut Badalona    | 1               | 1                          | 1994                                                             | 1992                                                       |
| Žalgiris Kowno       | 1               | 1                          | 1999                                                             | 1986                                                       |
| Bosna Sarajewo       | 1               | -                          | 1979                                                             | -                                                          |
| Virtus Rzym          | 1               | -                          | 1984                                                             | -                                                          |
| KK Partizan Belgrad  | 1               | -                          | 1992                                                             | -                                                          |
| CSP Limoges          | 1               | -                          | 1993                                                             | -                                                          |
| Akademik Sofia       | -               | 2                          | -                                                                | 1958, 1959                                                 |
| Spartak Brno         | -               | 2                          | -                                                                | 1964, 1968                                                 |
| Benetton Treviso     | -               | 2                          | -                                                                | 1993, 2003                                                 |
| TAU Cerámica Vitoria | -               | 2                          | -                                                                | 2001, 2005                                                 |
| Slavia Praga         | -               | 1                          | -                                                                | 1966                                                       |
| AEK Ateny            | -               | 1                          | -                                                                | 1998                                                       |
| Fortitudo Bolonia    | -               | 1                          | -                                                                | 2004                                                       |
| AS Monaco            | -               | 1                          | -                                                                | 2025                                                       |

## Zwycięzcy według państw
| Państwo    | Liczba triumfów | Liczba zwycięskich klubów |
| ---------- | --------------- | ------------------------- |
| Hiszpania  | 14              | 3                         |
| Włochy     | 13              | 5                         |
| Grecja     | 10              | 2                         |
| ZSRR       | 8               | 3                         |
| Jugosławia | 6               | 3                         |
| Izrael     | 6               | 1                         |
| Rosja      | 4               | 1                         |
| Turcja     | 4               | 2                         |
| Francja    | 1               | 1                         |
| Jugosławia | 1               | 1                         |
| Litwa      | 1               | 1                         |

## Udział polskich drużyn
| Sezon     | Uczestnik                                 | Miejsce                        |
| --------- | ----------------------------------------- | ------------------------------ |
| 1958      | Legia Warszawa                            | TOP 8                          |
| 1958/59   | Lech Poznań                               | TOP 4                          |
| 1959/60   | Polonia Warszawa                          | TOP 4                          |
| 1960/61   | Legia Warszawa                            | TOP 8                          |
| 1961/62   | Legia Warszawa                            | TOP 8                          |
| 1962/63   | Wisła Kraków                              | TOP 8                          |
| 1963/64   | Legia Warszawa                            | TOP 8                          |
| 1964/65   | Wisła Kraków                              | TOP 8                          |
| 1965/66   | Wisła Kraków                              | I runda                        |
| 1966/67   | Legia Warszawa                            | II runda                       |
| 1967/68   | Legia Warszawa                            | II runda                       |
| 1968/69   | Wisła Kraków                              | I runda                        |
| 1969/70   | Legia Warszawa                            | II runda                       |
| 1970/71   | Śląsk Wrocław                             | II runda                       |
| 1971/72   | nie występował żaden zespół               | –                              |
| 1972/73   | nie występował żaden zespół               | –                              |
| 1973/74   | Wybrzeże Gdańsk                           | I runda                        |
| 1974/75   | Wisła Kraków                              | II runda                       |
| 1975/76   | Resovia                                   | II runda                       |
| 1976/77   | Wisła Kraków                              | Grupa ćwierćfinałowa           |
| 1977/78   | Śląsk Wrocław                             | Grupa ćwierćfinałowa           |
| 1978/79   | Wybrzeże Gdańsk                           | Grupa ćwierćfinałowa           |
| 1979/80   | nie występował żaden zespół               | –                              |
| 1980/81   | Śląsk Wrocław                             | Grupa ćwierćfinałowa           |
| 1981/82   | nie występował żaden zespół               | –                              |
| 1982/83   | nie występował żaden zespół               | –                              |
| 1983/84   | nie występował żaden zespół               | –                              |
| 1984/85   | Lech Poznań                               | I runda                        |
| 1985/86   | Zagłębie Sosnowiec                        | I runda                        |
| 1986/87   | Zagłębie Sosnowiec                        | I runda                        |
| 1987/88   | Śląsk Wrocław                             | TOP 16                         |
| 1988/89   | nie występował żaden zespół               | –                              |
| 1989/90   | Lech Poznań                               | Grupa ćwierćfinałowa           |
| 1990/91   | Lech Poznań                               | I runda                        |
| 1991/92   | Śląsk Wrocław                             | II runda                       |
| 1992/93   | Śląsk Wrocław                             | II runda                       |
| 1993/94   | Śląsk Wrocław                             | I runda                        |
| 1994/95   | Śląsk Wrocław                             | I runda                        |
| 1995/96   | Mazowszanka Pruszków                      | I runda                        |
| 1996/97   | nie występował żaden zespół               | –                              |
| 1997/98   | nie występował żaden zespół               | –                              |
| 1998/99   | nie występował żaden zespół               | –                              |
| 1999/2000 | nie występował żaden zespół               | –                              |
| 2000/01   | Śląsk Wrocław                             | TOP 16 – Suproliga             |
| 2001/02   | Śląsk Wrocław                             | Faza grupowa                   |
| 2002/03   | Idea Śląsk Wrocław                        | Faza grupowa                   |
| 2003/04   | Śląsk Wrocław                             | Faza grupowa                   |
| 2004/05   | Prokom Trefl Sopot                        | TOP 16                         |
| 2005/06   | Prokom Trefl Sopot                        | Faza grupowa                   |
| 2006/07   | Prokom Trefl Sopot                        | TOP 16                         |
| 2007/08   | Prokom Trefl Sopot                        | Faza grupowa                   |
| 2008/09   | Asseco Prokom Sopot                       | TOP 16                         |
| 2009/10   | Asseco Prokom Gdynia                      | TOP 8                          |
| 2010/11   | Asseco Prokom Gdynia                      | Faza grupowa                   |
| 2011/12   | Asseco Prokom Gdynia, PGE Turów Zgorzelec | Faza grupowa, 1/4 kwalifikacji |
| 2012/13   | Asseco Prokom Gdynia                      | Faza grupowa                   |
| 2013/14   | Stelmet Zielona Góra                      | Faza grupowa                   |
| 2014/15   | PGE Turów Zgorzelec, Stelmet Zielona Góra | Faza grupowa, 1/4 kwalifikacji |
| 2015/16   | Stelmet Zielona Góra                      | Faza grupowa                   |
| 2016/17   | nie występował żaden zespół               | –                              |
| 2017/18   | nie występował żaden zespół               | –                              |
| 2018/19   | nie występował żaden zespół               | –                              |
| 2019/20   | nie występował żaden zespół               | –                              |
| 2020/21   | nie występował żaden zespół               | –                              |
| 2021/22   | nie występował żaden zespół               | –                              |
| 2022/23   | nie występował żaden zespół               | –                              |
| 2023/24   | nie występował żaden zespół               | –                              |
| 2024/25   | nie występował żaden zespół               | –                              |

## Statystyki

### Punkty na mecz
- 1991-92  Nikos Galis (Aris Saloniki): 32,25 (w 16 występach)
- 1992-93  Zdravko Radulović (Cibona Zagrzeb): 23,92 (w 13 występach)
- 1993-94  Nikos Galis (Panathinaikos Ateny): 23,80 (w 21 występach)
- 1994-95 - Predrag Danilović (Virtus (Buckler) Bologna): 22,11 (w 17 występach)
- 1995-96  Joe Arlauckas (Real Madryt): 26,42 (w 21 występach)
- 1996-97  Carlton Myers (Fortitudo (Teamsystem) Bologna): 22,94 (w 19 występach)
- 1997-98 - Peja Stojaković (PAOK Saloniki): 20,93 (w 16 występach)
- 1998-99  İbrahim Kutluay (Fenerbahçe SK): 21,41 (w 17 występach)
- 1999-00  Miljan Goljović (Pivovarna Laško): 20,18 (w 16 występach)
- 2000-01 - Miroslav Berić (Partizan Belgrad): 23,25 (w 20 występach) (FIBA Suproliga)
- 2000-01  Alphonso Ford (Peristeri Ateny): 26 (w 12 występach) (ULEB Euroliga)
- 2001-02  Alphonso Ford (Olympiakos Pireus): 24,75 (w 20 występach)
- 2002-03 - Miloš Vujanić (Partizan Belgrad): 25,78 (w 14 występach)
- 2003-04  Lynn Greer (Śląsk Wrocław): 25,07 (w 14 występach)
- 2004-05  Charles Smith (Victoria Libertas (Scavolwi) Pesaro): 20,65 (w 20 występach)
- 2005-06  Drew Nicholas (Benetton Treviso): 18,45 (w 20 występach)
- 2006-07  Juan Carlos Navarro (FC Barcelona): 16,77 (w 22 występach)
- 2007-08  Marc Salyers (Chorale Roanne): 21,78 (w 14 występach)
- 2008-09  Igor Rakočević (TAU Baskonia): 17,95 (w 21 występach)
- 2009–10  Linas Kleiza (Olympiacos): 17,14 (w 22 występach)
- 2010–11  Igor Rakočević (Efes Pilsen): 17,21 (w 14 występach)
- 2011–12 - Bo McCalebb (Montepaschi Siena): 16,9 (w 17 występach)
- 2012–13  Bobby Brown (Montepaschi Siena): 18,83 (w 24 występach)
- 2013–14 - Keith Langford (Olimpia Milano): 17,56 (w 25 występach)
- 2014–15 - Taylor Rochestie (Niżny Nowogród): 18,90 (w 21 występach)
- 2015–16  Nando De Colo (CSKA Moskwa): 19,44 (w 27 występach)
- 2016–17  Keith Langford (Uniks Kazań): 21,75 (w 28 występach)

### Zbiórki na mecz
- 1991-92  Corny Thompson (Joventut Badalona): 11,72 (w 18 występach)
- 1992-93  Arvydas Sabonis (Real Madryt): 11,95 (w 20 występach)
- 1993-94  Roy Tarpley (Olympiakos Pireus): 12,84 (w 19 występach)
- 1994-95  Stojko Vranković (Panathinaikos Ateny): 12,19 (w 21 występach)
- 1995-96  Charles Shackleford (Ülkerspor): 12,38 (w 18 występach)
- 1996-97  Warren Kidd (Stefanel Milano): 10,59 (w 22 występach)
- 1997-98 - Dejan Tomašević (Partizan Belgrad): 9,60 (w 23 występach)
- 1998-99  Žan Tabak (Fenerbahçe SK): 10 (w 18 występach)
- 1999-00  Hüseyin Beşok (Efes Pilsen Stambuł): 10,04 (w 23 występach)
- 2000-01  Roberto Chiacig (Montepaschi Siena): 9,38 (w 18 występach) (FIBA Suproliga)
- 2000-01 - Dejan Tomašević (Budućnost Podgorica): 11,5 (w 12 występach) (ULEB Euroliga)
- 2001-02  Mirsad Türkcan (CSKA Moskwa): 12,76 (w 17 występach)
- 2002-03  Mirsad Türkcan (Montepaschi Siena): 11,80 (w 21 występach)
- 2003-04  Arvydas Sabonis (Žalgiris Kowno): 10,72 (w 18 występach)
- 2004-05  Tanoka Beard (Žalgiris Kowno): 10,6 (w 20 występach)
- 2005-06 - Dejan Milojević (Partizan Belgrad): 10,08 (w 12 występach)
- 2006-07  Tanoka Beard (Žalgiris Kowno): 9,85 (w 14 występach)
- 2007-08  Travis Watson (Armani Jeans Milano): 9,71 (w 14 występach)
- 2008-09  Joanis Burusis (Olympiakos Pireus): 7,36 (w 22 występach)
- 2009–10  Travis Watson (Žalgiris Kowno): 9,46 (w 13 występach)
- 2010–11  Mirsad Türkcan (Fenerbahçe Ülker): 7,33 (w 12 występach)
- 2011–12  Andriej Kirilenko (CSKA Moskwa): 7,47 (w 17 występach)
- 2012–13  Wiktor Chriapa (CSKA Moskwa): 7,31 (w 26 występach)
- 2013–14  Joffrey Lauvergne (Partizan Belgrad): 8,63 (w 24 występach)
- 2014–15  Boban Marjanović (Crvena Zvezda): 10,67 (w 24 występach)
- 2015–16  Joanis Burusis (Laboral Kutxa Baskonia): 8,66 (w 29 występach)
- 2016–17  Ekpe Udoh (Fenerbahçe Ülker): 7,77 (w 31 występach)

### Asysty na mecz
- 1991-92  Micheal Ray Richardson (Slobodna Dalmacija Split): 6,07 (w 14 występach)
- 1992-93  Nacho Azofra (Estudiantes Madryt): 5,58 (w 12 występach)
- 1993-94  Nikos Galis (Panathinaikos Ateny): 4,71 (w 21 występach)
- 1994-95  Chuck Evans (CSKA Moskwa): 6,15 (w 13 występach)
- 1995-96  Wasilij Karasiow (CSKA Moskwa): 7,15 (w 20 występach)
- 1996-97  Michael Anderson (Caja San Fernando): 6,11 (w 17 występach)
- 1997-98  Willie Anderson (AEK Ateny): 4,41 (w 12 występach)
- 1998-99  Tyus Edney (Žalgiris Kowno): 6,13 (w 22 występach)
- 1999-00  David Rivers (TOFAS Bursa): 4,93 (w 16 występach)
- 2000-01  Raimondas Miglinieks (Śląsk Wrocław): 6,95 (w 20 występach) (FIBA Suproliga)
- 2000-01  Ivica Marić (KK Zadar): 5,9 (w 10 występach) (ULEB Euroliga)
- 2001-02  Elmer Bennett (Baskonia): 5,26 (w 15 występach)
- 2002-03  Ed Cota (Žalgiris Kowno): 6,5 (w 14 występach)
- 2003-04  Ed Cota (Žalgiris Kowno): 5,65 (w 20 występach)
- 2004-05  Mire Chatman (EB Pau-Orthez): 6,21 (w 14 występach)
- 2005-06  Pablo Prigioni (Baskonia): 6,24 (w 25 występach)
- 2006-07  Teodoros Papalukas (CSKA Moskwa): 5,4 (w 25 występach)
- 2007-08  DeJuan Collins (Žalgiris Kowno): 5,35 (w 20 występach)
- 2008-09  Teodoros Papalukas (Olympiakos Pireus): 5,25 (w 20 występach)
- 2009–10  Omar Cook (Unicaja Málaga): 5,94 (w 16 występach)
- 2010–11  Dimitris Diamandidis (Panathinaikos): 6,23 (w 22 występach)
- 2011–12  Omar Cook (Olimpia Mediolan): 5,69 (w 16 występach)
- 2012–13  Zoran Planinić (Chimki): 6,32 (w 22 występach)
- 2013–14  Dimitris Diamandidis (Panathinaikos): 6,21 (w 29 występach)
- 2014–15  Miloš Teodosić (CSKA Moskwa): 7 (w 24 występach)
- 2015–16  Thomas Heurtel (Anadolu Efes): 7,92 (w 24 występach)
- 2016–17  Miloš Teodosić (CSKA Moskwa): 6,79 (w 29 występach)

### Przechwyty na mecz
- 1991-92  Riccardo Pittis (Philips Milano): 3,73 (w 19 występach)
- 1992-93  Clinton Wheeler (Bayer Leverkusen): 3 (w 17 występach)
- 1993-94  Riccardo Pittis (Benetton Treviso): 2,92 (w 13 występach)
- 1994-95  Siergiej Panow (CSKA Moskwa): 3 (w 19 występach)
- 1995-96  Riccardo Pittis (Benetton Treviso): 2,63 (w 19 występach)
- 1996-97  Michael Anderson (Caja San Fernando): 2,70 (w 17 występach)
- 1997-98  David Rivers (Teamsystem Bologna): 2,85 (w 21 występach)
- 1998-99  Gerald Lewis (KK Zadar): 2,53 (w 15 występach)
- 1999-00  Andrea Meneghin (Varese Roosters): 2,93 (w 16 występach)
- 2000-01  Ralph Biggs (Telindus Ostenda): 2,1 (w 20 występach) (FIBA Suproliga)
- 2000-01  Ivica Marić (KK Zadar) i  Jemeil Rich (Lugano Snakes): 3,7 (w 10 występach) (ULEB Euroliga)
- 2001-02  Emanuel Ginobili (Kinder Bologna): 2,54 (w 22 występach)
- 2002-03  Fred House (Partizan Belgrad): 3 (w 10 występach)
- 2003-04  Fred House (Partizan Belgrad): 3,38 (w 13 występach)
- 2004-05  Chris Williams (Frankfurt Skyliners): 2,78 (w 14 występach)
- 2005-06  Jeff Trepagnier (Ülkerspor): 3,05 (w 20 występach)
- 2006-07  Ricky Rubio (DKV Joventut Badalona): 3,18 (w 16 występach)
- 2007-08  Shaun Stonerook (Montepaschi Siena): 2,58 (w 24 występach)
- 2008–09  David Logan (Asseco Prokom): 2,67 (w 15 występach)
- 2009–10  Bo McCalebb (KK Partizan) &  Wiktor Chriapa (CSKA Moskwa): 1,95 (w 22 występach)
- 2010–11  Chuck Eidson (Maccabi Tel Awiw): 2,64 (w 22 występach)
- 2011–12  Jamon-Alfred Lucas (Galatasaray): 1,81 (w 16 występach)
- 2012–13  Bo McCalebb (Fenerbahçe Ülker): 1,91 (w 23 występach)
- 2013–14  Jamon Gordon (Anadolu Efes): 2,00 (w 21 występach)
- 2013–14  Tarence Kinsey (Niżny Nowogród): 1,59 (w 17 występach)
- 2015–16 - Nick Calathes (Panathinaikos): 2 (w 27 występach)
- 2016–17  Charles Jenkins (Crvena Zvezda Belgrad): 2,07 (w 30 występach)

### Bloki na mecz
- 2000-01  Andriej Kirilenko (CSKA Moskwa): 2,13 (w 22 występach) (FIBA Suproliga)
- 2000-01  Hryhorij Chyżniak (Žalgiris Kowno): 3,16 (w 12 występach) (ULEB Euroliga)
- 2001-02  Hryhorij Chyżniak (Žalgiris Kowno): 3,21 (w 14 występach)
- 2002-03  Eduardo Hernández-Sonseca (Real Madryt): 1,5 (w 14 występach)
- 2003-04  Arvydas Sabonis (Žalgiris Kowno): 1,61 (w 18 występach)
- 2004-05  Eurelijus Žukauskas (Ülkerspor): 1,81 (w 22 występach)
- 2005-06  Dariusz Ławrynowicz (Žalgiris Kowno): 2,1 (w 20 występach)
- 2006-07  Marcus Haislip (Efes Pilsen Stambuł): 1,75 (w 20 występach)
- 2007-08  Ömer Aşık (Fenerbahçe Ülker): 2,06 (w 15 występach)
- 2008–09  Fran Vázquez (FC Barcelona): 1,74 (w 23 występach)
- 2009–10  D’or Fischer (Maccabi Tel Awiw): 1,8 (w 20 występach)
- 2010–11  Mirza Begić (Žalgiris Kowno/Real Madryt): 1,5 (w 16 występach)
- 2011–12  Andriej Kirilenko (CSKA Moskwa): 1,94 (w 17 występach)
- 2012–13  Shawn James (Maccabi Tel Awiw): 1,93 (w 27 występach)
- 2013–14  Bryant Dunston (Olympiacos): 1,31 (w 29 występach)
- 2014–15  Arciom Parachoŭski (Niżny Nowogród): 1,96 (w 23 występach)
- 2015–16  Ekpe Udoh (Fenerbahçe): 2,26 (w 27 występach)
- 2016–17  Ekpe Udoh (Fenerbahçe): 2,19 (w 31 występach)

### Najlepszy wskaźnik punktowy – cały sezon
- 2000-01 - Dejan Tomašević (Budućnost Podgorica): 30,91 (w 12 występach)
- 2001-02  Mirsad Türkcan (CSKA Moskwa): 25,82 (w 17 występach)
- 2002-03  Mirsad Türkcan (Montepaschi): 24 (w 21 występach)
- 2003-04  Arvydas Sabonis (Žalgiris Kowno): 26,27 (w 18 występach)
- 2004-05  Anthony Parker (Maccabi Tel Awiw): 24,87 (w 24 występach)
- 2005-06 - Dejan Milojević (Partizan Belgrad): 23,58 (w 12 występach)
- 2006-07  Nikola Vujčić (Maccabi Tel Awiw): 21,72 (w 22 występach)
- 2007-08  Marc Salyers (Chorale Roanne): 22,5 (w 14 występach)
- 2008–09  D’or Fischer (Maccabi Tel Awiw): 21,46 (w 13 występach)
- 2009–10 - Aleks Marić (KK Partizan): 21,11 (w 18 występach)
- 2010–11  Fernando San Emeterio (Baskonia): 19,05 (w 20 występach)
- 2011–12  Andriej Kirilenko (CSKA Moskwa): 24,18 (w 17 występach)
- 2012–13  Bobby Brown (Montepaschi Siena): 17,38 (w 24 występach)
- 2013–14 - Keith Langford (Olimpia Mediolan): 17,68 (w 25 występach)
- 2014–15  Boban Marjanović (Crvena Zvezda Belgrad): 25,67 (w 24 występach)
- 2015–16  Nando De Colo (CSKA Moskwa): 24,3 (w 27 występach)
- 2016–17  Keith Langford (Uniks Kazań): 21,82 (w 28 występach)

### Najlepszy wskaźnik punktowy – sezon zasadniczy
Statystyczni liderzy sezonu regularnego nie są brani pod uwagę w oficjalnych statystykach.
- 2000-01 - Dejan Tomašević (Budućnost Podgorica): 31,2
- 2001-02  Mirsad Türkcan (CSKA Moskwa): 28,09
- 2002-03  Joseph Blair (Ülkerspor): 25
- 2003-04  Arvydas Sabonis (Žalgiris Kowno): 26,41
- 2004-05  Anthony Parker (Maccabi Tel Awiw): 27,42
- 2005-06 - Dejan Milojević (Partizan Belgrad): 23,58
- 2006-07  Nikola Vujčić (Maccabi Tel Awiw): 23,64
- 2007-08  Marc Salyers (Chorale Roanne): 22,5
- 2008–09  Sani Bečirovič (Virtus Rzym): 22
- 2009–10 - Aleks Marić (KK Partizan): 24,56
- 2010–11  Keith Langford (Chimki): 19,7
- 2011–12  Nicolas Batum (SLUC Nancy): 23,17
- 2012–13  Joanis Burusis (Olimpia Mediolan): 18,89
- 2013–14  Nikola Mirotić (Real Madryt): 20,5
- 2014–15  Boban Marjanović (Crvena Zvezda Belgrad): 24,9
- 2015–16  Joanis Burusis (Laboral Kutxa Baskonia): 23,6
- 2016–17  Nando De Colo (CSKA Moskwa): 22,74

### Najlepszy wskaźnik punktowy – Top 16
Statystyczni liderzy sezonu regularnego nie są brani pod uwagę w oficjalnych statystykach.
- 2001-02  Alphonso Ford (Olympiakos Pireus): 26,66
- 2002-03  Mirsad Türkcan (Montepaschi Siena): 27
- 2003-04  Arvydas Sabonis (Žalgiris Kowno): 26
- 2004-05  David Andersen (CSKA Moskwa): 25,66
- 2005-06  Scoonie Penn (Cibona Zagrzeb): 25,16
- 2006-07  Antonis Fotsis (Dinamo Moskwa): 20,83
- 2007-08  Terence Morris (Maccabi Tel Awiw): 22,5
- 2008–09  Mirsad Türkcan (Fenerbahçe Ülker): 27
- 2009–10  Jamont Gordon (KK Cibona): 23,83
- 2010–11  Fernando San Emeterio (Baskonia): 23,33
- 2011–12  Andriej Kirilenko (CSKA Moskwa): 19,83
- 2012–13  Bojan Bogdanović (Fenerbahçe Ülker): 22
- 2013–14 - Keith Langford (Olimpia Mediolan): 19,18
- 2014–15  Boban Marjanović (Crvena Zvezda Belgrad): 26,21
- 2015–16  Nando De Colo (CSKA Moskwa): 26,75

### Najlepsi w historii
Statystyki liczone od sezonu 2000/01
|              | Średnie        | Średnie | Sumy                 | Sumy |
| ------------ | -------------- | ------- | -------------------- | ---- |
| Punkty       | Alphonso Ford  | 22,22   | Juan Carlos Navarro  | 4000 |
| Zbiórki      | Joseph Blair   | 10,05   | Joanis Burusis       | 1603 |
| Asysty       | Shane Larkin   | 5,67    | Dimitris Diamandidis | 1255 |
| Przechwyty   | Manu Ginóbili  | 2,73    | Dimitris Diamandidis | 434  |
| Bloki        | Ekpe Udoh      | 2,22    | Fran Vázquez         | 249  |
| Index Rating | Anthony Parker | 21,41   | Dimitris Diamandidis | 3806 |

## Indywidualne osiągnięcia

### Punkty
Liczone od sezonu 1991/92
1. Joe Arlauckas (Real Madryt) 63 pkt kontra Buckler Bolonia (24/28 2pt, 0/1 3pt, 15/18 FT) (w sezonie 1995-96)
2. Michael Young (CSP Limoges) 47 pkt kontra Benetton Treviso (12/22 2pt, 4/6 3pt, 11/15 FT) (w sezonie 1993-94)
3. Nikos Galis (Aris Saloniki) 46 pkt kontra Philips Milano (8/14 2pt, 5/6 3pt, 15/18 FT) (w sezonie 1991-92)
4. Velimir Perasović (SLVbodna Dalmacija Split) 45 pkt kontra Cibona Zagrzeb (15/22 2pt, 1/1 3pt, 12/14 FT) (w sezonie 1991-92)
5. Ivica Žurić (Cibona Zagrzeb) 45 pkt kontra Buckler Bolonia (11/18 2pt, 5/7 3pt, 8/9 FT) (w sezonie 1993-94)
6. Nikos Galis (Aris Saloniki) 44 pkt kontra Joventut Badalona (15/21 2pt, 2/5 3pt, 8/11 FT) (w sezonie 1991-92)
7. Nikos Galis (Aris Saloniki) 44 pkt kontra Commodore Den Helder (16/28 2pt, 1/3 3pt, 9/10 FT) (w sezonie 1991-92)
8. Tony Dawson (Bayer Leverkusen) 43 pkt kontra Kinder Bolonia (10/15 2pt, 1/2 3pt, 20/25 FT) (w sezonie 1996-97)
9. Zdravko Radulović (Cibona Zagrzeb) 42 pkt kontra Olympique d'Antibes (6/10 2pt, 7/13 3pt, 9/9 FT) (w sezonie 1991-92)
10. Zdravko Radulović (Cibona Zagrzeb) 42 pkt kontra SLVbodna Dalmacija Split (8/15 2pt, 7/11 3pt, 5/7 FT) (w sezonie 1991-92)
11. İbrahim Kutluay (Fenerbahçe SK) 41 pkt kontra Cibona Zagrzeb (7/13 2pt, 6/8 3pt, 9/15 FT) (w sezonie 1998-99)
12. Alphonso Ford (Peristeri Ateny) 41 pkt kontra Baskonia (9/19 2pt, 3/4 3pt, 14/15 FT) (w sezonie 2000-01)
13. Carlton Myers (PAF Bolonia) 41 pkt kontra Real Madryt (6/9 2pt, 5/11 3pt, 14/19 FT) (w sezonie 2000-01)
14. Kaspars Kambala (Efes Pilsen) 41 pkt kontra FC Barcelona (18/28 2p, 5/10 FT) (w sezonie 2002-03)
15. Nikos Galis (Aris Saloniki) 40 pkt kontra Estudiantes Madryt (14/19 2pt, 0/2 3pt, 12/14 FT) (w sezonie 1991-92)
16. Zdravko Radulović (Cibona Zagrzeb) 40 pkt kontra Phonola Caserta (10/12 2pt, 5/12 3pt, 5/8 FT) (w sezonie 1991-92)
17. Arijan Komazec (Kinder Bolonia) 40 pkt kontra FC Barcelona (10/12 2pt, 4/5 3pt, 8/8 FT) (w sezonie 1996-97)
18. Vlado Šćepanović (Partizan Belgrad) 40 pkt kontra Ural Great Perm (3/5 2pt, 7/9 3pt, 13/13 FT) (w sezonie 2001-02)
19. Arvydas Macijauskas (Baskonia) 40 pkt kontra ASVEL Villeurbanne (4/7 2pt, 6/6 3pt, 14/14 FT) (w sezonie 2003-04)
20. Marc Salyers (Chorale Roanne) 40 pkt kontra Fenerbahçe Ülker (9/11 2pt, 6/13 3pt, 4/5 FT) (w sezonie 2007-08)

#### Zbiórki
Liczone od sezonu 1991/92
1. Arvydas Sabonis (Real Madryt) 24 zb kontra Olympiakos Pireus (w sezonie 1992-93)
2. Joe Binion (Buckler Bolonia) 24 zb kontra Panathinaikos Ateny (w sezonie 1994-95)
3. Antonis Fotsis (Dinamo Moskwa) 24 zb kontra Benetton Treviso (w sezonie 2006-07)
4. Rickie WinSLVw (Estudiantes Madryt) 23 zb kontra Aris Saloniki (w sezonie 1991-92)
5. Cliff Levingston (PAOK Saloniki) 23 zb kontra Scavolini Pesaro (w sezonie 1992-93)
6. Roy Tarpley (Olympiakos Pireus) 23 zb kontra Bayer Leverkusen (w sezonie 1993-94)
7. Mirsad Türkcan (CSKA Moskwa) 23 zb kontra Budućnost Podgorica (w sezonie 2001-02)
8. Orlando Phillips (EB Pau Orthez) 22 zb kontra Olympiakos Pireus (w sezonie 1992-93)
9. Emilio Kovačić (Cibona Zagrzeb) 22 zb kontra Efes Pilsen (w sezonie 1993-94)
10. Mirsad Türkcan (Montepaschi Siena) 21 zb kontra Baskonia (w sezonie 2002-03)
11. Mirsad Türkcan (CSKA Moskwa) 21 zb kontra Cibona Zagrzeb (w sezonie 2003-04)
12. Mirsad Türkcan (Fenerbahçe Ülker) 21 zb kontra Eldo Napoli (w sezonie 2006-07)
13. Hüseyin Beşok (Efes Pilsen) 21 zb kontra Varese Roosters (w sezonie 1998-99)
14. Hüseyin Beşok (Efes Pilsen) 21 zb kontra Plannja Lulea (w sezonie 2000-01 Suproliga)
15. Lee Johnson (Olympique d'Antibes) 21 zb kontra Kalev Tallinn (w sezonie 1991-92)
16. Tony Massenburg (FC Barcelona) 21 zb kontra CSP Limoges (w sezonie 1993-94)
17. Arvydas Sabonis (Real Madryt) 21 zb kontra Bayer Leverkusen (w sezonie 1993-94)
18. Stojko Vranković (Panathinaikos Ateny) 21 zb kontra Maccabi Tel Awiw (w sezonie 1994-95)
19. Warren Kidd (Stefanel Milano) 21 zb kontra Olympiakos Pireus (w sezonie 1996-97)
20. Nikola Prkačin (Cibona Zagrzeb) 21 zb kontra EB Pau Orthez (w sezonie 1998-99)
21. Lazaros Papadopoulos (Iraklis Saloniki) 21 zb kontra Alba Berlin (w sezonie 2000-01 Suproliga)

#### Asysty
Liczone od sezonu 1991/92
1. Elmer Bennett (Baskonia) 17 ast kontra Žalgiris Kowno (w sezonie 1998-99)
2. Raimonds Miglinieks (Śląsk Wrocław) 15 ast kontra Montepaschi Siena (w sezonie 2000-01 Suproliga)
3. Tyus Edney (Benetton Treviso) 14 ast kontra Olympiakos Pireus (w sezonie 2003-04)
4. Wasilij Karasiew (CSKA Moskwa) 14 ast kontra EB Pau Orthez (w sezonie 1995-96)
5. Teodoros Papalukas (Olympiakos) 14 ast kontra Entente Orleanaise (2009-10)
6. Wasilij Karasiew (CSKA Moskwa) 13 ast kontra Bayer Leverkusen (w sezonie 1995-96)
7. Petar Naumoski (Efes Pilsen) 13 ast kontra CSKA Moskwa (w sezonie 1998-99)
8. Laurent Sciarra (ASVEL Villeurbanne) 13 ast kontra Panathinaikos Ateny (w sezonie 2000-01 Suproliga)
9. Elmer Bennett (Baskonia) 13 ast kontra AEK Ateny (w sezonie 2000-01)
10. Nikos Zisis (AEK Ateny) 13 ast kontra Maccabi Tel Awiw (w sezonie 2004-05)
11. Marc-Antoine Pellin (Chorale Roanne) 13 ast kontra Lottomatica Roma (w sezonie 2007-08)

#### Przechwyty
Liczone od sezonu 1991/92
1. Marcus Webb (CSKA Moskwa) 11 przechw kontra PAOK Saloniki (w sezonie 1997-98)
2. Jeff Trepagnier (Ülker Stambuł) 11 przechw kontra Partizan Belgrad (w sezonie 2005-06)
3. Stefano Mancinelli (Climamio Bolonia) 10 przechw kontra Dinamo Moskwa (w sezonie 2006-07)
4. Panajotis Janakis (Aris Saloniki) 9 przechw kontra Bayer Leverkusen (w sezonie 1991-92)
5. Chris Corchiani (Bayer Leverkusen) 9 przechw kontra Unicaja Malaga (w sezonie 1995-96)
6. Saulius Štombergas (Žalgiris Kowno) 9 przechw kontra Cibona Zagrzeb (w sezonie 1998-99)
7. Veselin Petrović (Partizan Belgrad) 9 przechw kontra Plannja Lulea (w sezonie 2000-01 Suproliga)
8. Fred House (Partizan Belgrad) 9 przechw kontra FC Barcelona (w sezonie 2003-04)
9. Chris Williams (Skyliners Frankfurt) 9 przechw kontra CSKA Moskwa (w sezonie 2004-05)
10. Pablo Prigioni (Baskonia) 9 przechw kontra SIG Basket Strasbourg (w sezonie 2005-06)

#### Bloki
Liczone od sezonu 1991/92
1. Stojko Vranković (PAF Bolonia) 10 blk kontra Cibona Zagrzeb (w sezonie 2000-01)
2. Hryhorij Chyżniak (Žalgiris Kowno) 8 blk kontra Estudiantes Madryt (w sezonie 2000-01)
3. Hryhorij Chyżniak (Žalgiris Kowno) 7 blk kontra Ülker Stambuł (w sezonie 2001-02)
4. Hryhorij Chyżniak (Žalgiris Kowno) 7 blk kontra Frankfurt Skyliners (w sezonie 2001-02)
5. Darjuš Lavrinovič (Žalgiris Kowno) 7 blk kontra Panathinaikos Ateny (w sezonie 2004-05)
6. Loren Woods (Žalgiris Kowno) 7 blk kontra Asseco Prokom (w sezonie 2008-09)
7. Hüseyin Beşok (Efes Pilsen) 7 blk kontra Plannja Lulea (w sezonie 2000-01 Suproliga)
8. Andriej Kirilenko (CSKA Moskwa) 6 blk kontra Maccabi Ness Ra’ananna (w sezonie 2000-01 Suproliga)
9. Hryhorij Chyżniak (Žalgiris Kowno) 6 blk kontra KK Zadar (w sezonie 2000-01)
10. Davor Pejčinović (KK Zadar) 6 blk kontra Lugano Snakes (w sezonie 2000-01)
11. Frédéric Weis (Unicaja Malaga) 6 blk kontra Efes Pilsen (w sezonie 2002-03)
12. Aleksiej Sawrasienko (CSKA Moskwa) 6 blk kontra Baskonia (w sezonie 2004-05)
13. Maceo Baston (Maccabi Tel Awiw) 6 blk kontra Baskonia (w sezonie 2005-06)
14. Marcus Haislip (Efes Pilsen) 6 blk kontra Olympiakos Pireus (w sezonie 2006-07)
15. Terence Morris (Maccabi Tel Awiw) 6 blk kontra Žalgiris Kowno (w sezonie 2007-08)

#### Punkty rankingowe
Liczone od sezonu 1991/92
1. Tanoka Beard (Žalgiris Kowno) 63 kontra Skipper Bolonia (w sezonie 2003-04)
2. Jaka Lakovič (Krka Novo mesto) 55 kontra Real Madryt (w sezonie 2001-02)
3. Dejan Milojević (Partizan Belgrad) 55 kontra Olympiakos (w sezonie 2004-05)
4. Marko Popović (Cibona Zagrzeb) 54 kontra Estudiantes Madryt (w sezonie 2004-05)
5. Jaka Lakovič (Panathinaikos Ateny) 51 kontra Benetton Treviso (w sezonie 2003-04)
6. Arvydas Macijauskas (Baskonia) 50 kontra ASVEL Villeurbanne (w sezonie 2003-04)
7. Tomas Van Den Spiegel (Prokom Trefl) 50 kontra VidiVici Bolonia (w sezonie 2007-08)
8. Darjuš Lavrinovič (Real Madryt) 49 kontra Chimki Moskwa (w sezonie 2009-10)
9. - Aleks Marić (Partizan Belgrad) 49 kontra Efes Pilsen (w sezonie 2009-10)
10. Andrés Nocioni (Baskonia) 48 kontra Benetton Treviso (w sezonie 2003-04)
11. Spencer Nelson (GHP Bamberg) 48 kontra Benetton Treviso (w sezonie 2005-06)
12. Arvydas Sabonis (Žalgiris Kowno) 47 kontra Ülker Stambuł (w sezonie 2003-04)
13. Anthony Parker (Maccabi Tel Awiw) 47 kontra ASVEL Villeurbanne (w sezonie 2004-05)
14. Rusłan Awlejew (Ural Great Perm) 47 kontra Telindus Ostenda (w sezonie 2001-02)
15. Kebu Stewart (Hapoel Jeruzalem) 47 kontra Benetton Treviso (w sezonie 2000-01)

### Triple-double
Liczone od sezonu 1991/92
1. Wasilij Karasiew (CSKA Moskwa) 21 pkt, 10 ast, 10 zb kontra Olympiakos (w sezonie 1994-95)
2. Bill Edwards (PAOK Saloniki) 24 pkt, 15 zb, 10 ast kontra Cholet Basket (w sezonie 1999-00)
3. Derrick Phelps (Alba Berlin) 12 ast, 11 pkt, 10 zb kontra Iraklis (w sezonie 2000-01 Suproliga)
4. Nikola Vujčić (Maccabi Tel Awiw) 12 zb, 11 pkt, 11 ast kontra Prokom Trefl (w sezonie 2005-06)
5. Nikola Vujčić (Maccabi Tel Awiw) 27 pkt, 10 zb, 10 ast kontra Olimpija Lublana (w sezonie 2006-07)

## Prawa telewizyjne w Polsce
Prawa telewizyjne do Euroligi w Polsce posiada Telewizja Polsat, transmisje emitowane są na płatnych kanałach sportowych należących do spółki.

## Link zewnętrzny
- Oficjalna strona internetowa